# Хангалов, Данил Альбертович
Данил Альбертович Хангалов (1980 год) — российский самбист, призёр чемпионата России по боевому самбо, чемпион Европы, кандидат в мастера спорта России. Выступал в легчайшей весовой категории (до 52 кг). Его наставниками в разное время были А. Ж. Санжиев и С. А. Доржитаров. В 2009 году завоевал серебро чемпионата России, что дало ему право представлять страну на континентальном чемпионате в Милане. В том же году стал чемпионом Европы.

## Спортивные результаты
- Чемпионат России по боевому самбо 2009 года — ;